# Glenea sylvia
Glenea sylvia é uma espécie de escaravelho da família Cerambycidae. Foi descrita por James Thomson em 1879.  É conhecida a sua existência no Gabão.